# Atletica leggera ai Giochi della XXVII Olimpiade - 10000 metri piani femminili

Video della Finale

I 10000 metri piani hanno fatto parte del programma di atletica leggera femminile ai Giochi della XXVII Olimpiade. La competizione si è svolta nei giorni 27-30 settembre 2000 allo Stadio Olimpico di Sydney.

## Presenze ed assenze delle campionesse in carica
| Competizione        | Atleta           | Prestazione | Sydney 2000 |
| ------------------- | ---------------- | ----------- | ----------- |
| Olimpiadi 1996      | Fernanda Ribeiro | 31'01”63    | Presente    |
| Commonwealth 1998   | Esther Wanjiru   | 33'40”13    | Non selez.  |
| Goodwill Games 1998 | Tegla Loroupe    | 32'15”44    | Presente    |
| Europei 1998        | Sonia O'Sullivan | 31'29”33    | Presente    |
| Asiatici 1998       | Yuko Kawakami    | 32'01”25    | Presente    |
| Panamericani 1999   | Nora Rocha       | 32'56”51    | Presente    |
| Africani 1999       | Gete Wami        | 32'08”15    | Presente    |
| Mondiali 1999       | Gete Wami        | 30'24”56    | Presente    |

## La gara
Paula Radcliffe, che non possiede un finale veloce, sceglie la tattica di sconfiggere le avversarie sul ritmo. Per questo parte subito forte.

Già ai 3000 metri (coperti in 9'01"99), la selezione è stata fatta. Molte atlete sono staccate di almeno 20 metri (tra esse c'è anche Sonia O'Sullivan).
Ma quattro concorrenti sono ancora incollate alla Radcliffe: Gete Wami, Derartu Tulu, Fernanda Ribeiro e Tegla Loroupe. La Radcliffe continua imperterrita a macinare chilometri.  Giunge a metà gara in 15'05"70.

A tre giri dalla fine le etiopiche prendono la testa della corsa con lo scopo di abbassare il ritmo. Ma la Radcliffe le supera ed accelera. Tegla Loroupe perde terreno. A contendersi il titolo rimangono in quattro.

Alla campanella le etiopiche e la Ribeiro se ne vanno e la Radcliffe non riesce a seguirle. Derartu Tulu completa l'ultimo giro in un ottimo 60"26, staccando la connazionale Wami e la Ribeiro di 5 secondi. La Radcliffe ha stabilito il proprio record personale, ma è quarta.
I primi quattro tempi entrano nella lista delle prime sette prestazioni della storia della specialità.

Otto delle prime dodici classificate hanno migliorato il proprio primato personale, battendo anche 5 record nazionali.
Sono stati stabiliti i migliori tempi di sempre per le posizioni dal terzo al settimo posto.

## Risultati

### Turni eliminatori
| 2 Batterie | 27 settembre | 40 partenti    | Si qualificano le prime 8 + i 4 migliori tempi. |
| Finale     | 30 settembre | 20 concorrenti |                                                 |

### Finale
Stadio Olimpico, sabato 30 settembre, ore 19:00.
| Pos | Paese       | Atleta           | Tempo    |
| --- | ----------- | ---------------- | -------- |
|     | Etiopia     | Derartu Tulu     | 30'17"49 |
|     | Etiopia     | Gete Wami        | 30'22"48 |
|     | Portogallo  | Fernanda Ribeiro | 30'22"88 |
| 4   | Regno Unito | Paula Radcliffe  | 30'26"97 |
| 5   | Kenya       | Tegla Loroupe    | 30'37"26 |
| 6   | Irlanda     | Sonia O'Sullivan | 30'53"37 |
| 7   | Cina        | Li Ji            | 31'06"94 |
| 8   | Sudafrica   | Elana Meyer      | 31'14"70 |